# Episodi di Cold Case - Delitti irrisolti (prima stagione)
La prima stagione della serie televisiva Cold Case - Delitti irrisolti, formata da 23 episodi, è stata trasmessa negli Stati Uniti dal canale CBS dal 28 settembre 2003 al 23 maggio 2004.
In Italia è andata in onda in chiaro su Rai 2 dal 12 marzo al 21 maggio 2005.
| nº | Titolo originale               | Titolo italiano           | Prima TV USA      | Prima TV Italia |
| -- | ------------------------------ | ------------------------- | ----------------- | --------------- |
| 1  | Look Again                     | Il segreto                | 28 settembre 2003 | 12 marzo 2005   |
| 2  | Gleen                          | Gleen                     | 5 ottobre 2003    | 12 marzo 2005   |
| 3  | Our Boy Is Back                | Ritorno a Philadelphia    | 12 ottobre 2003   | 19 marzo 2005   |
| 4  | Churchgoing People             | Nessuno deve sapere       | 19 ottobre 2003   | 19 marzo 2005   |
| 5  | The Runner                     | Corsa senza fine          | 26 ottobre 2003   | 26 marzo 2005   |
| 6  | Love Conquers Al               | Follia di un amore        | 9 novembre 2003   | 26 marzo 2005   |
| 7  | A Time to Hate                 | Il tempo dell'odio        | 16 novembre 2003  | 26 marzo 2005   |
| 8  | Fly Away                       | Il volo dell'angelo       | 30 novembre 2003  | 2 aprile 2005   |
| 9  | Sherry Darlin                  | Il passato è oggi         | 7 dicembre 2003   | 9 aprile 2005   |
| 10 | Hitchhiker                     | Il killer dell'autostrada | 21 dicembre 2003  | 9 aprile 2005   |
| 11 | Hubris                         | Copia di un delitto       | 11 gennaio 2004   | 16 aprile 2005  |
| 12 | Glued                          | Colla                     | 18 gennaio 2004   | 16 aprile 2005  |
| 13 | The Letter                     | La lettera                | 25 gennaio 2004   | 23 aprile 2005  |
| 14 | The Boy in the Box             | Riccioli biondi           | 15 febbraio 2004  | 23 aprile 2005  |
| 15 | Disco Inferno                  | Disco Inferno             | 22 febbraio 2004  | 30 aprile 2005  |
| 16 | Volunteers                     | I volontari               | 7 marzo 2004      | 30 aprile 2005  |
| 17 | The Lost Soul of Herman Lester | Il caso di Herman Lester  | 14 marzo 2004     | 7 maggio 2005   |
| 18 | Resolutions                    | La notte del millennio    | 28 marzo 2004     | 7 maggio 2005   |
| 19 | Late Returns                   | Legami familiari          | 4 aprile 2004     | 14 maggio 2005  |
| 20 | Greed                          | Avidità                   | 18 aprile 2004    | 14 maggio 2005  |
| 21 | Maternal Instincts             | Istinto materno           | 25 aprile 2004    | 21 maggio 2005  |
| 22 | The Plan                       | Il piano                  | 2 maggio 2004     | 21 maggio 2005  |
| 23 | Lover's Lane                   | Ricordi di gioventù       | 23 maggio 2004    | 21 maggio 2005  |

## Il segreto
- Titolo originale: Look Again
- Diretto da: Mark Pellington
- Scritto da: Meredith Stiehm

### Trama
Mentre si trova a dover investigare su un triplice omicidio, la detective della Squadra Omicidi di Philadelphia Lilly Rush riapre il caso inerente alla morte di un'adolescente avvenuta nel 1976 durante una festa, grazie a una ex governante, ormai vecchia e malata di cancro, che afferma di aver assistito all'omicidio.
- Liberamente ispirato all'omicidio di Martha Moxley
- Prima apparizione di Kathryn Morris, Justin Chambers, John Finn, Jeremy Ratchford e Thom Barry.
- Data del flashback: 1976
- Colpevole dell'omicidio è il suo fidanzato: l'ha uccisa perché si era infuriato con lei per essere uscita con il fratello minore di lui.
- Lilly vede la vittima in mezzo alla folla davanti alla centrale al momento dell'arresto.
- Nota. Il triplice omicidio che viene mostrato all'inizio dell'episodio verrà risolto nel primo episodio della seconda stagione Triplo omicidio.
  - Canzone iniziale: More Than a Feeling dei Boston
  - Canzone finale: Have You Ever Seen the Rain? dei Creedence Clearwater Revival

## Gleen
- Titolo originale: Gleen
- Diretto da: Paris Barclay
- Scritto da: Jan Oxenberg

### Trama
La squadra riapre il caso della moglie di un vigile del fuoco uccisa nel 1983 dall'esplosione di una bomba rudimentale all'interno di un pacco di detersivo. I sospetti ricaddero allora su un esibizionista contro cui la vittima doveva testimoniare. La sua scarcerazione, per un altro delitto, sta per avvenire, e la figlia della vittima vuole giustizia.
- Data del flashback: 19 maggio 1983
- Colpevole dell'omicidio è suo marito: l'ha uccisa perché estremamente geloso e lei non si atteneva al comportamento che lui le imponeva.
- Lilly, la figlia e il collega del marito che era innamorato di lei vedono la vittima mentre gli agenti portano l'assassino fuori dal ristorante.
  - Canzone iniziale: Owner of a Lonely Heart degli Yes
  - Canzone finale: Straight From The Heart di Bryan Adams

## Ritorno a Philadelphia
- Titolo originale: Our Boy Is Back
- Diretto da: Bryan Spicer
- Scritto da: Stacy Kravetz

### Trama
Quando uno stupratore spedisce una lettera che annuncia il suo ritorno a Philadelphia dopo cinque anni, la squadra riapre il caso di una studentessa uccisa nel 1998 che era stata una delle vittime di quest'uomo.
- Data del flashback: 21 agosto 1998
- Colpevole dell'omicidio è lo stesso stupratore: l'ha uccisa perché, nel tentativo di stuprarla, lei si era ribellata.
- Nick Vera vede la vittima nell'archivio.
- Liberamente ispirato al caso dello stupratore di Philadelphia Troy Graves
- Justin Chambers (Chris Lassing) non appare in questo episodio.
  - Canzone iniziale: How's It Going to Be dei Third Eye Blind
  - Canzone finale: Heroes dei The Wallflowers

## Nessuno deve sapere
- Titolo originale: Churchgoing People
- Diretto da: Mark Pellington
- Scritto da: Meredith Stiehm

### Trama
La squadra riapre un caso del 1990 inerente alla morte di un organista di chiesa, quando Lilly incontra la vedova malata di Alzheimer che comincia ad avere dei ricordi sulla notte del delitto, che sembrava essere perfetto.
- Data del flashback: 3 febbraio 1990
- Colpevole dell'omicidio è sua moglie: l'ha ucciso per gelosia e per l'attaccamento morboso che ella provava per il figlio.
- La figlia della vittima lo vede in casa sua, nell'atto di darle un milkshake, come la sera della sua morte.
- Nota. Questo episodio segna l'ultima apparizione di Justin Chambers nei panni del detective Chris Lassing.
  - Canzone iniziale: Faith di George Michael
  - Canzone finale: Live to Tell di Madonna

## Corsa senza fine
- Titolo originale: The Runner
- Diretto da: David Straiton
- Scritto da: Veena Cabreros Sud

### Trama
Dopo aver ricevuto da una donna tossicodipendente un registratore dove si sentono degli spari, la squadra riapre le indagini sulla morte di un poliziotto afroamericano, avvenuta nel 1973 vicino alla ferrovia.
- Liberamente ispirato al caso del poliziotto Daniel Faulkner
- Data del flashback: 20 luglio 1973
- Colpevole dell'omicidio è un predicatore e all'epoca spacciatore e migliore amico della donna; l'ha ucciso mentre l'agente stava cercando di salvarla dalla sua pressione, poiché ancora adolescente e già spinta sulla via della droga.
- La vittima fa un gesto di vittoria a Lilly nel bar frequentato da ex poliziotti.
- È l'unico episodio in cui c'è un dialogo e una canzone insieme all'interno del montaggio finale.
  - Canzone iniziale: Midnight Train To Georgia di Gladys Knight & the Pips
  - Canzone finale: Lean on Me di Bill Withers

## Follia di un amore
- Titolo originale: Love Conquers Al
- Diretto da: Greg Yaitanes
- Scritto da: Kim Newton

### Trama
Un uomo, per farsi ridurre una condanna per rapina, dichiara di aver visto un ragazzo lavare del sangue dalla sua auto nel 1981, la stessa notte dell'assassinio di una studentessa.
- Liberamente ispirato al caso di Adrianne Jones
- Data del flashback: 15 maggio 1981
- Prima apparizione di Danny Pino come Scotty Valens e Josh Hopkins come Jason Kite.
- Guest Star: Summer Glau
- Colpevoli dell'omicidio sono il suo amante e la sua fidanzata: l'hanno uccisa per amore malato.
- Lilly vede la vittima correre sul circuito di atletica.
  - Canzone iniziale: Keep On Loving You di REO Speedwagon
  - Canzone finale: She's Got a Way di Billy Joel

## Il tempo dell'odio
- Titolo originale: A Time to Hate
- Diretto da: Deran Sarafian
- Scritto da: Jan Oxenberg

### Trama
Una donna di 75 anni, malata di cuore, chiede a Lilly di investigare sull'omicidio irrisolto di suo figlio, un giocatore di baseball omosessuale, ucciso fuori da un bar gay nel 1964.
- Data del flashback: 12 settembre 1964
- Colpevoli dell'omicidio sono tre accoliti che l'hanno ucciso perché omosessuale.
- La vittima viene vista nel luogo dell'omicidio durante una commemorazione da Lilly, Scotty, la madre e il fidanzato, che si unisce idealmente a lui.
  - Canzone iniziale: The Shoop Shoop Song (It's in His Kiss) di Betty Everett
  - Canzone finale: Turn! Turn! Turn! dei The Byrds

## Il volo dell'angelo
- Titolo originale: Fly Away
- Diretto da: James Whitmore Jr.
- Scritto da: Veena Cabresos Sud

### Trama
Una giovane donna si sveglia dopo due anni di coma e non ricorda nulla della morte di sua figlia avvenuta nel 2001. La squadra deve scoprire chi ha spinto la ragazza e sua figlia dalla finestra.
- Data del flashback: 21 maggio 2001
- Colpevole della morte della bambina è sua madre: si era gettata insieme alla figlia per evitarle le molestie che lei stessa aveva subito anni prima, salvo poi sopravvivere a sua figlia.
- La madre vede la vittima, vestita da farfalla come nella recita, su un ballatoio mentre si allontana dal palazzo in cui si è consumata la tragedia.
  - Canzone iniziale: Sleep delle Azure Ray
  - Canzone finale: Heaven (Candlelight Mix) di DJ Sammy

## Il passato è oggi
- Titolo originale: Sherry Darlin
- Diretto da: Rachel Talalay
- Scritto da: Sean Whitesell

### Trama
Lilly riceve una telefonata anonima da parte di un uomo che afferma di essere l'assassino di una donna anziana scomparsa nel 1989, indicando il luogo esatto nel quale ha nascosto il cadavere non ancora trovato.
- Danny Pino (Scotty Valens) non appare in questo episodio
- Data del flashback: 22 settembre 1989
- Colpevole dell'omicidio è la fidanzata del nipote: l'ha uccisa per denaro.
- Il nipote vede la nonna (la vittima) nella stanza degli interrogatori mentre fa una piena confessione a Lilly.
  - Canzone iniziale: Love Song dei The Cure
  - Canzone finale: The End of the Innocence di Don Henley e Bruce Hornsby

## Il killer dell'autostrada
- Titolo originale: Hitchhiker
- Diretto da: Marita Grabiak
- Scritto da: Sean Whitesell

### Trama
La squadra scopre che due omicidi recenti sono collegati a un altro omicidio del 1997 e viene riaperto il caso di un giovane autostoppista ucciso sulla via di ritorno a Philadelphia, e ritrovato in un campo dopo aver vinto in un casinò di Atlantic City.
- Data del flashback: 8 giugno 1997
- Colpevole dell'omicidio è suo cugino: l'ha ucciso perché aveva perso fiducia in lui e non voleva più partecipare alle sue attività criminali.
- Il cugino della vittima lo vede mentre viene arrestato nel casinò in un doppio aspetto: a 18 anni e a 20 anni, al momento della morte.
  - Canzone iniziale: Walkin' on the Sun degli Smash Mouth
  - Canzone finale: I Believe dei Blessid Union of Souls

## Copia di un delitto
- Titolo originale: Hubris
- Diretto da: Agnieszka Holland
- Scritto da: Kim Newton e Stacy Kravetz

### Trama
Un professore universitario ha perso famiglia, carriera e reputazione dopo l'omicidio di una sua studentessa, con cui aveva una relazione, nel 1995. L'uomo, sotto processo per l'omicidio, chiede alla squadra di riaprire il caso sperando di essere scagionato, ma una giovane prostituta viene uccisa in modo identico alla vittima e Roy chiede di risolvere il caso per essere scagionato.
- Data del flashback: 11 maggio 1995
- Colpevole dell'omicidio è proprio l'insegnante: l'ha uccisa perché lei non voleva più continuare ad avere una relazione con un uomo sposato.
- Lilly vede la vittima sorriderle in prossimità di una fontana fuori dalla sua università.
  - Canzone iniziale: Wonderful di Adam Ant
  - Canzone finale: Don't Look Back in Anger degli Oasis

## Colla
- Titolo originale: Glued
- Diretto da: Peter Markle
- Scritto da: Tyler Bensinger

### Trama
Il tenente Stillman chiede a Lilly di riaprire uno dei suoi primi casi di omicidio, la morte di un bambino di 8 anni, uscito per andare dal cartolaio, colpito e lasciato morire di ipotermia nell'inverno del 1980; ai tempi tra i principali sospettati c'era un gruppetto di tre adolescenti afroamericani.
- Data del flashback: 22 gennaio 1980
- Colpevole dell'omicidio è il proprietario del negozio in cui la vittima aveva comprato un quaderno: l'ha ucciso perché lo aveva sorpreso a dare ai tre adolescenti afroamericani la colla che aveva rubato dal suo negozio, azione che il bambino aveva fatto sotto la minaccia dei giovani delinquenti. L'odio razziale e un gesto che a lui sembrava di ingratitudine dopo avergli fatto uno sconto hanno indotto il cartolaio a rincorrerlo e a colpirlo lasciandolo incosciente nella neve.
- Stillman vede la vittima mentre portano l'assassino in cella.
  - Canzone iniziale: Running On Empty di Jackson Browne
  - Canzone finale: Follow You Follow Me dei Genesis

## La lettera
- Titolo originale: The Letter
- Diretto da: Tim Hunter
- Scritto da: Veena Cabreros Sud

### Trama
Quando una donna si fa avanti con nuove informazioni sull'omicidio di sua nonna, ricavate da alcune lettere nonostante la donna fosse analfabeta, la squadra riapre il caso di una prostituta uccisa nel 1939.
- Data del flashback: 11 agosto 1939
- Colpevole dell'omicidio è l'uomo con cui la vittima aveva una relazione, facente parte di una confraternita antiafroamericana: l'ha uccisa per pietà mentre i suoi confratelli la stupravano.
- Lilly vede la vittima che le sorride in archivio.
  - Canzone iniziale: Dream Lucky Blues di Julia Lee
  - Canzone finale: Blue Moon di Ella Fitzgerald

## Riccioli biondi
- Titolo originale: The Boy in the Box
- Diretto da: Karen Gaviola
- Scritto da: Meredith Stiehm

### Trama
La squadra riapre il caso più misterioso di Filadelfia: nel 1958 un ragazzo trova in un bosco una scatola contenente il corpo di un bambino con i capelli tagliati.
- Il ragazzo nella scatola (Boy in the Box) è un vero caso di Filadelfia, tra l'altro ancora irrisolto. Nel dicembre 2022, il ragazzo nella scatola è stato identificato come Joseph Augustus Zarelli; il caso rimane comunque irrisolto, ma le indagini sono ancora aperte[senza fonte].
- Liberamente ispirato anche agli esperimenti di radiazione condotti presso la scuola Walter E. Fernald
- Data del flashback: 2 aprile 1958
- Non c'è nessun colpevole perché la vittima è morta di febbre dovuta a un elettroshock proibito sui bambini; a portarlo nel bosco sono state due suore.
- Lilly vede la vittima in lontananza nel cimitero durante la celebrazione, e viene mostrata una scena ideale: la vittima che arriva a cavallo per il compleanno della "sorella" al maneggio, mentre la presunta "sorella" e la madre in abiti civili stanno ad aspettarla.
  - Canzone iniziale: You're The Nearest Thing To Heaven di Johnny Cash
  - Canzone finale: Sweeter Than You di Ricky Nelson

## Disco Inferno
- Titolo originale: Disco Inferno
- Diretto da: James Whitmore Jr.
- Scritto da: Tyler Bensinger

### Trama
La squadra indaga su un incendio di una discoteca avvenuto nel 1978 che ha ucciso 23 persone, quando vengono ritrovati i resti dell'ultima vittima e si scopre che è stata uccisa da un colpo di pistola prima che scoppiasse l'incendio.
- Si indaga su 23 morti, questo è l'episodio di tutta la serie con il più alto numero di morti.
- Liberamente basato sui disastri incendiari del nightclub The Station e dell'Happy Land Club.
- Data del flashback: 10 febbraio 1978
- Colpevole dell'omicidio e dell'incendio è il figlio del proprietario della discoteca: l'ha ucciso perché, aggredendolo per conto di un'avversaria nella gara di ballo, era nata una rissa conclusa con il colpo mortale a Benny.
- Lilly vede la vittima in discoteca ballare per un'ultima volta con la fidanzata.
  - Canzone iniziale: Disco Inferno dei The Trammps
  - Canzone finale: Last Dance di Donna Summer

## I volontari
- Titolo originale: Volunteers
- Diretto da: Allison Anders
- Scritto da: Jan Oxenberg

### Trama
Quando dei resti umani nascosti in sacchetti di plastica vengono rinvenuti durante una demolizione per un parcheggio, la squadra indaga sulla morte di due figli dei fiori, una donna bianca e un uomo nero scomparsi nel 1969.
- Data del flashback: 3 giugno 1969
- Colpevole dell'omicidio è il fidanzato della ragazza: li ha uccisi perché lei e l'amico avevano scoperto che era un informatore dell'FBI.
- Lilly vede le due vittime mentre porta in auto l'assassino.
  - Canzone iniziale: Volunteers dei Jefferson Airplane
  - Canzone finale: Get Together degli Youngbloods

## Il caso di Herman Lester
- Titolo originale: The Lost Soul of Herman Lester
- Diretto da: Tim Matheson
- Scritto da: Sean Whitesell

### Trama
Quando un giocatore di basket riceve delle minacce di morte, la squadra indaga sull'omicidio di suo padre, un campione di basket ucciso nel 1987 poche ore dopo aver vinto la partita di campionato.
- L'episodio potrebbe essere stato ispirato dall'omicidio del campione di basket del liceo di Chicago, Benji Wilson, nel 1984.
- Data del flashback: 11 marzo 1987
- Colpevole dell'omicidio è il padre del suo ex compagno di squadra: l'ha ucciso perché era furioso con la vittima, la quale aveva messo in ombra il talento del figlio all'interno della squadra ed essendo il basket l'unico elemento di contatto fra padre e figlio.
- Nella partita di fine campionato, la vittima si sovrappone al figlio e manda un ringraziamento a Lilly.
  - Canzone iniziale: Walk This Way dei Run DMC e gli Aerosmith
  - Canzone finale: Walk Like A Man di Bruce Springsteen

## La notte del millennio
- Titolo originale: Resolution
- Diretto da: Alex Zakrzewski
- Scritto da: Kim Newton

### Trama
Quando un alcolista si fa avanti rivelando di aver investito un uomo tra la notte di Capodanno del 1999 e l'inizio del 2000, la squadra decide di riaprire il caso, per scoprire se è stato lui o se la vittima era già morta quando fu investita dall'uomo.
- Data del flashback: 31 dicembre 1999
- Colpevole dell'omicidio è il suo amico: l'ha ucciso perché era innamorato della moglie di lui e, in generale, invidioso di ogni cosa della sua vita, tanto da volerne prendere il posto.
- Lilly vede la vittima fuori da casa sua.
  - Canzone iniziale: Save Tonight di Eagle-Eye Cherry
  - Canzone finale: Hands di Jewel

## Legami familiari
- Titolo originale: Late returns
- Diretto da: David Straiton
- Scritto da: Jay Beattie e Dan Dworkin

### Trama
Delle prove trovate sulla scena di un delitto recente, convincono la squadra a riaprire il caso di una ragazza uccisa nella notte delle elezioni presidenziali del 1992.
- Liberamente basato sull'omicidio di Chandra Levy
- Data del flashback: 3 novembre 1992
- Colpevole dell'omicidio è il giovane politico con cui la vittima aveva una relazione: l'ha uccisa per errore durante una lite sulle scale poiché lei non voleva lasciarlo malgrado fosse al corrente dei segreti del passato di lui.
- Lilly vede la vittima fuori dalla stazione di polizia con sguardo mesto, probabilmente per l'arresto non effettuato del colpevole.
  - Canzone iniziale: Don't Stop dei Fleetwood Mac
  - Canzone finale: Ordinary World dei Duran Duran

## Avidità
- Titolo originale: Greed
- Diretto da: Karen Gaviola
- Scritto da: Stacy Kravetz

### Trama
La squadra riapre il caso di un agente di cambio ucciso nel 1985, apparentemente durante un furto d'auto finito male.
- Liberamente ispirato al film Wall Street
- Data del flashback: 21 giugno 1985
- Colpevole dell'omicidio è la madre dell'amante della vittima: l'ha ucciso per vendicare il torto che aveva subito il figlio.
- Lilly vede la vittima al bar dei poliziotti, mentre alza il calice verso di lei.
  - Canzone iniziale: Karma Chameleon dei Culture Club
  - Canzone finale: All Through The Night di Cyndi Lauper

## Istinto materno
- Titolo originale: Maternal Istincts
- Diretto da: Kevin Hooks
- Scritto da: Laurie Arent

### Trama
La squadra decide di riaprire il caso di una madre single uccisa nel 1989, quando il figlio oggi adolescente ricorda dei particolari, avendo assistito all'omicidio della madre all'età di tre anni.
- Prima apparizione di Susan Chuang come la dottoressa Frannie Ching
- Liberamente basato all'omicidio di Cathleen Krauseneck
- Data del flashback: 11 ottobre 1989
- Colpevole dell'omicidio è il medico che intratteneva una relazione extraconiugale con lei: l'ha uccisa perché lei lo aveva respinto con disprezzo.
- Lilly vede la vittima sulle scale del tribunale con espressione corrucciata mentre il presunto figlio si ricongiunge con i veri genitori.
  - Canzone iniziale: Closer To Fine delle Indigo Girls
  - Canzone finale: Eternal Flame delle Bangles

## Il piano
- Titolo originale: The Plan
- Diretto da: Agnieszka Holland
- Scritto da: Veena Cabreros Sud

### Trama
Il caso di un allenatore di nuoto di un'accademia militare scolastica annegato nel 1999 viene riaperto quando la squadra riceve un foglio che suggerisce che la vittima può essere stata assassinata.
- Data del flashback: 15 maggio 1999
- Colpevole dell'omicidio è uno dei suoi allievi: l'ha ucciso perché la vittima molestava i propri allievi.
- La vittima appare nel riflesso della piscina presso cui era allenatore.
  - Canzone iniziale: Machinehead dei Bush
  - Canzone finale: Wise Up di Aimee Mann

## Ricordi di gioventù
- Titolo originale: Lover's Lane
- Diretto da: Nelson McCormick
- Scritto da: Meredith Stiehm

### Trama
L'esame del DNA rivela che un uomo nel 1986 è stato ingiustamente condannato per l'omicidio di una quindicenne e l'aggressione del suo fidanzato; la squadra riapre il caso per scoprire il vero assassino.
- Liberamente basato sul caso di Krystal Dawn Steadman
- Data del flashback: 16 agosto 1986
- Colpevole dell'omicidio è il padre dell'amico della vittima: l'ha uccisa perché aveva rifiutato di avere un rapporto sessuale con lui e aveva detto che l'avrebbe denunciato per violenza sessuale.
- Il fidanzato vede la vittima fargli un cenno di saluto nel punto in cui è stata uccisa.
  - Canzone iniziale: And We Danced degli The Hooters
  - Canzone finale: Leather and Lace di Stevie Nicks e Don Henley